# Movie Park Germany
Koordinaten: 51° 37′ 12″ N, 6° 58′ 21″ O
Der Movie Park Germany bei Bottrop-Kirchhellen ist ein saisonaler Freizeitpark mit Schwerpunkt auf dem Thema Film. Neben auf Filmen basierenden Fahrgeschäften und Shows in sieben Themenbereichen gibt es Studios, in denen Fernseh- und Kinoproduktionen gedreht wurden. Der Park hat eine Gesamtfläche von rund 45 Hektar. Betrieben wird er von der spanischen Parques Reunidos.

## Geschichte

### Vorgeschichte und Bau (bis 1996)
Der Park wurde am 30. Juni 1996 als Warner Bros. Movie World, unter dem Motto „Hollywood in Germany“ eröffnet. Er entstand auf dem ehemaligen Gelände des Freizeitparks Bavaria Filmpark, der von 1992 bis Saisonende 1994 bestand. Zuvor befand sich auf dem Gelände der Traumlandpark und davor der Kirchhellener Märchenwald. Zu Bavaria-Zeiten standen hier unter anderem ein von der Fernsehserie Raumpatrouille inspirierter Flugsimulator namens Orion-II (heute ein Spielplatz im Kinderdorf) und diverse Originalrequisiten aus Film und Fernsehen. 
Im Oktober 1993 wurde der Ausschuss für Stadtplanung und Umweltschutz der Stadt Bottrop darüber unterrichtet, dass Time Warner Entertainment Germany gemeinsam mit der Unternehmerfamilie Nixdorf den Park übernehmen wolle, um ihn nach dem Vorbild der australischen „Warner Bros. Movie World“ neu aufzubauen.
Vor dem Wirtschaftsausschuss des Landtags präzisierte Wirtschaftsminister Günther Einert am 26. Januar 1994 das Vorhaben: Die Investition solle 362 Millionen DM betragen; nach den Richtlinien des Regionalen Wirtschaftsförderungsprogramms könne der Park mit bis zu 18 Prozent Zuschuss auf die förderfähigen Kosten rechnen. Geplant seien 105 Vollzeitstellen sowie zahlreiche Teilzeit‑ und Saisonarbeitsplätze, umgerechnet rund 900 Dauerarbeitsplätze.
Die Landesregierung stellte im Februar 1994 einen einmaligen Zuschuss aus dem Förderprogramm – später mit gut 60 Millionen DM beziffert – sowie die bereits seit den 1980er‑Jahren vorgesehene Infrastrukturerschließung (Autobahnanschluss A 31/K 8, Lipperandstraße und Abwasserleitung zum Emscherverband) in Aussicht. Zugleich erinnerte sie daran, dass der frühere Bavaria‑Filmpark 1990 bereits rund 6,8 Millionen DM Strukturhilfen erhalten habe.
Die Grundsteinlegung erfolgte am 13. Mai 1994 im Beisein von Ministerpräsident Johannes Rau. Nach knapp zweijähriger Bauzeit fand am 29. Juni 1996 eine Vorabveranstaltung für geladene Gäste statt. Dabei verletzte sich einer von sechs Formationsspringern schwer und erlag später seinen Verletzungen. Am 30. Juni 1996 öffnete Warner Bros. Movie World Germany für das allgemeine Publikum.

### Warner Bros. Movie World (1996–2004)
Mehrere Anlagen waren zur Eröffnung noch nicht betriebsbereit. Der Dark-Ride Bermuda-Dreieck und das Spezialeffekte-Studio Movie Magic gingen erst nach dem Sommer in Betrieb. Während dieser Anlaufphase verteilte der Park einen Verzehrgutschein im Wert von zehn DM. Die 3000 Plätze der Police-Academy-Stuntshow füllten an Ferientagen bis zu sechsmal täglich; an Hauptattraktionen wie dem Flugsimulator Batman Abenteuer oder der Achterbahn Lethal Weapon Pursuit bildeten sich regelmäßig Wartezeiten von etwa einer Stunde.
Die Parkleitung rechnete 1997 mit etwa zwei Millionen Besuchern, nach rund 1,2 Millionen Gästen in der verkürzten Eröffnungsphase des Vorjahres und zählte den Park damit bereits im Kreis der sieben besucherstärksten Freizeitparks Deutschlands.
Die Stadt Bottrop verzeichnete im selben Zeitraum deutliche Effekte im Tourismus: Die Hotelübernachtungen stiegen von rund 53.000 (1995) auf rund 70.000 (1996).
1997 fanden auf dem Gelände die Deutschlandpremieren von Batman & Robin und die Weltpremiere von Monty Spinneratz statt.
Die zuvor gewährten Landeszuschüsse von rund 62 Millionen DM blieben Thema. Konkurrenten wie das Phantasialand warfen die Frage auf, ob das Projekt ohne diese Unterstützung tragfähig gewesen wäre. Die Diskussion um öffentliche Hilfen weitete sich 1998 auf das Beschäftigungsmodell des Parks aus. Während der Hauptsaison beschäftigte Movie World bis zu 1400 Saisonkräfte. Sie erhielten jeweils ein zweitägiges Servicetraining und arbeiteten anschließend maximal von Ende März bis Ende Oktober; in den Wintermonaten wechselten sie in der Regel in den Bezug von Arbeitslosengeld. Gewerkschaften sahen darin eine Form „verfestigter Saisonarbeit“ und kritisierten die zum Teil fehlende Anschlussbeschäftigung. Die Parkleitung und die Arbeitsagentur Essen bewerteten das Modell dagegen als Zwischenschritt in den regulären Arbeitsmarkt und hoben den Qualifizierungseffekt der Serviceschulungen hervor. Vertreter der Agentur verwiesen auf wachsenden Bedarf an flexiblen Arbeitszeiten in der Dienstleistungswirtschaft und bezeichneten den Freizeitpark als „Vorreiter für ein neues Verständnis von Arbeit“.
In der Saison 1998 setzte der Park zwar auf zusätzliche Marketingaktionen, blieb mit geschätzten Besucherzahlen aber hinter dem Rekordjahr 1997 zurück. Interne Berichte sprachen von einem „schlechten Jahr“. 1999 erhielt das Angebot mit der ersten Holzachterbahn in Deutschland (Wild Wild West) seine erste Großneuheit. Die Bahn bildete den Kern einer Western-Themenfläche.
Im Oktober 1999 gab Time Warner bekannt, 97 Prozent seiner Anteile an Premier Parks (ab März 2000: Six Flags) zu veräußern. Bestandteil des Vertrags waren ein langfristiges Lizenzabkommen zur Weiternutzung der Warner-Marken sowie eine Kooperation für einen „künftigen Park bei Madrid“. Premier Parks kündigte an, Konzept, Name und Belegschaft zunächst unverändert fortzuführen. Das nordrhein-westfälische Wirtschaftsministerium sah in dem Eigentümerwechsel „kein Problem“, da die vertraglich zugesagten Arbeitsplätze erhalten blieben.
Als Hauptgrund für die Trennung nannten Branchenbeobachter die anhaltend „enttäuschenden Besucherzahlen“ von rund zwei Millionen Gästen pro Saison – deutlich unter den ursprünglich kalkulierten fünf Millionen. Das Geschäftsjahr 1999 endete nach Presseangaben dennoch mit einem moderaten Plus, begünstigt durch die günstige Witterung. Mit dem Verkauf flammte die Diskussion über die Wirksamkeit der öffentlichen Hilfen erneut auf. Kritiker verwiesen auf die öffentliche Gesamtförderung sowie auf Infrastrukturmaßnahmen wie den direkten Autobahnanschluss. Befürworter hoben dagegen den touristischen Impuls für die Emscher-Lippe-Region hervor: Laut einer Studie der Emscher-Lippe-Agentur stiegen die Hotelübernachtungen zwischen 1994 und 1997 um rund 170.000.
Nach der Übernahme durch Premier Parks legte das Management 2000 eine klare Schwerpunktverschiebung hin zu familientauglichen Angeboten vor. Kern der „Familienoffensive“ waren neue Kinderattraktionen, darunter die Wilde Maus Tom & Jerry’s Mouse in the House sowie der Breakdance Josie’s Bathhouse mit überdimensionierten Waschzubern.
Parallel löste eine aggressive Rabattpolitik – Tagesaktionen mit Eintrittspreisen ab zehn DM – eine öffentliche Debatte aus. Der VDFU sprach von „Vernichtungswettbewerb“ und warf der Betreibergruppe Preisdumping auf Basis früherer Landeszuschüsse vor.

### Movie Park Germany (seit 2004)
Im April 2004 verkaufte Six Flags seine europäischen Parks an Palamon Capital Partners, welche die alte Gruppe unter dem neuen Namen StarParks weiterführte. Im Zuge dessen wurde der Park im Jahr 2005 in Movie Park Germany umbenannt; die alten Looney-Tunes- und DC-Comics-Lizenzen wurden zum Teil durch neue von Metro-Goldwyn-Mayer (MGM), 20th Century Fox und Nickelodeon ersetzt, was zur Folge hatte, dass die bekannten Charaktere nach neun Jahren im Park durch neue ersetzt wurden. Palamon kündigte zugleich Investitionen von rund zehn Millionen Euro und einen grundlegenden Umbau mit stärkerer Familienausrichtung an.
In der Saison 2006 eröffnete der Park die neue MGM-Studio-Tour und ein überarbeitetes Hollywood-Film-Museum. Beides geschah unter einer neuen Kooperation mit dem Hollywood-Filmproduktionsstudio Metro-Goldwyn-Mayer. 
Im August 2006 wurde die zweispurige Achterbahn Cop Car Chase (vorher Lethal Weapon Pursuit) stillgelegt und demontiert, da eine Reparatur aus betriebswirtschaftlicher Sicht zu teuer gewesen wäre. Der freigewordene Platz wurde für den im Mai 2007 eröffneten neuen Themenbereich Santa Monica Pier genutzt. Der an das kalifornische Vorbild Santa Monica Pier angelehnte Bereich nutzt zudem einen Teil der Fläche des ebenfalls teilweise demontierten, teilweise umgestalteten Themenbereiches Downtown (zuvor Marienhof). Hauptattraktion des Bereiches ist der deutschlandweit erste stationäre Disk’O Coaster. 
Außerdem wurden für die Saison 2007 die Wonderland Studios (Kinderland) mit dem Nickland um 15.000 m² erweitert. Der in Zusammenarbeit mit dem deutschen Fernsehsender Nick gebaute Themenbereich beschäftigt sich ausschließlich mit den Figuren und Themenwelten des Senders. Zu den Attraktionen gehören eine Familien-Hängeachterbahn (Jimmy Neutron’s Atomic Flyer) und eine Wasserattraktion (Spongebob Splash Bash). Zudem brachte die Saison 2007 einen Mottowechsel mit sich, statt „Ein Tag wie im Film“ heißt es nun „Hurra! Ich bin im Film“ (bis 2004 hieß der Slogan „Hollywood in Germany“). Mit der Eröffnung des Nicklands wurden alte Attraktionen wie z. B. Dishwasher umthematisiert. 
Für die Saison 2008 wurde das Kinderland Wonderland Studios in das Nickland integriert. Dafür wurden alte Kinderattraktionen versetzt bzw. abgerissen und andere Attraktionen umgestaltet. Außerdem wurde eine Wildwasserbahn an der Stelle der Go-Kart-Bahn errichtet; letztere wurde abgerissen. Eine weitere neue Attraktion ist ein Flugkarussell vom Typ Aviator. Der neue Bereich wurde im Mai 2008 eröffnet. Im Roxy-4D-Kino wurde ein Film um SpongeBob Schwammkopf durch Shrek und wiederum zur Saison 2012 wurde Shrek durch Ice Age ersetzt. Dazu wurden das Roxy-4D-Kino neu gestaltet und eine neue Preshow installiert. 
Seit 2007 ist man dabei, die Gehwege des Parks zu pflastern. Mittlerweile sind das gesamte Nickland, die Mainstreet und die Vine Street gepflastert. 
Am 19. Mai 2010 wurde bekannt gegeben, dass der Park ab dem 17. Mai 2010 von Parques Reunidos, dem zweitgrößten Betreiber von Freizeitparks in Europa, übernommen wurde.
Zum 15. Geburtstag des Parks, am 18. Juni 2011, wurde in der Halle, die ehemals die Gremlins Invasion beherbergte und seit 2005 nur noch zu Halloween genutzt wurde, die Kombination aus Achterbahn und Themenfahrt Van Helsing’s Factory eröffnet. Die Achterbahn wurde von der Firma Gerstlauer gebaut, die Thematisierung lehnt sich frei an die Figur des Vampirjägers Van Helsing aus dem gleichnamigen Film aus dem Jahr 2004 an.
Bei der Achterbahn und auch bei der Show Shadows of Darkness, die die Figur des Van Helsing benutzt, handelt es sich nach Aussage des Parks um Attraktionen, die ohne Lizenzen auskommen.
Neben Shadows of Darkness, welche die X-Men Show (lief 2010 und 2011 im Studio 7) ersetzt, wurden für das Jahr 2012 drei weitere Shows überarbeitet. 
Als Neuheit im Jahr 2014 wurde The Lost Temple eröffnet, ein 4D-Simulator vom Typ Immersive Tunnel von Simworx. In der weltweit ersten Anlage dieser Art gibt es eine Simulationsfahrt mit 360-Grad-Projektionen durch einen unterirdischen Tempel, der von Dinosauriern bevölkert wird. Die Bahn befindet sich neben dem Fundbüro in der Nähe des Eingangs. Die Besucher nehmen in einer als Forschungsbus gestalteten Gondel Platz und werden in einen Raum mit einer 360°-Leinwand gefahren. Neben dem 3D-Film und den Bewegungen des Expeditionsbusses erhalten die Besucher spezielle 3D-Shutter-Brillen, die sich den Kopfbewegungen der Fahrgäste anpassen, um ein noch realistischeres dreidimensionales Gefühl zu ermöglichen. Der Film wird in einer Videoauflösung von 10k auf die Leinwände projiziert. Das Additional Sound Design und die Voice Recordings stammen von IMAscore.
Als Neuheit im Jahr 2017 wurde eine neue Achterbahn aus dem Hause Mack Rides mit dem Namen Star Trek: Operation Enterprise eingeführt. Die Bahn befindet sich in einem neuen Themenbereich, der sich dem Thema Star Trek widmet. Der Themenbereich nimmt die letzten Teile des ehemaligen Marienhofs, das ehemalige Filmmuseum und den ungenutzten Platz zwischen dem Alien Encounter und The Lost Temple ein. Der 40 Meter hohe Launch Coaster ist das zweithöchste Bauwerk des Parks und ersetzt die im Jahre 2012 verworfenen Pläne für die Achterbahn Air Driver. Im Jahr darauf wurde angekündigt, dass der Mystery River – eine der beliebtesten und zugleich ältesten Attraktionen im Park – einer kompletten thematischen Umgestaltung unterzogen wird. Verändert wurden hauptsächlich der Wartebereich, die Thematisierung und die Effekte während der Fahrt. Außerdem erhielt die Bahn einen neuen Soundtrack von IMAscore. Der Fahrtverlauf selbst blieb unverändert. 2019 veränderte man schließlich auch noch das Theming von Bermuda Triangle – Alien Encounter zu Area 51 – Top Secret und der Bereich erhielt einen neuen Soundtrack von IMAscore. 

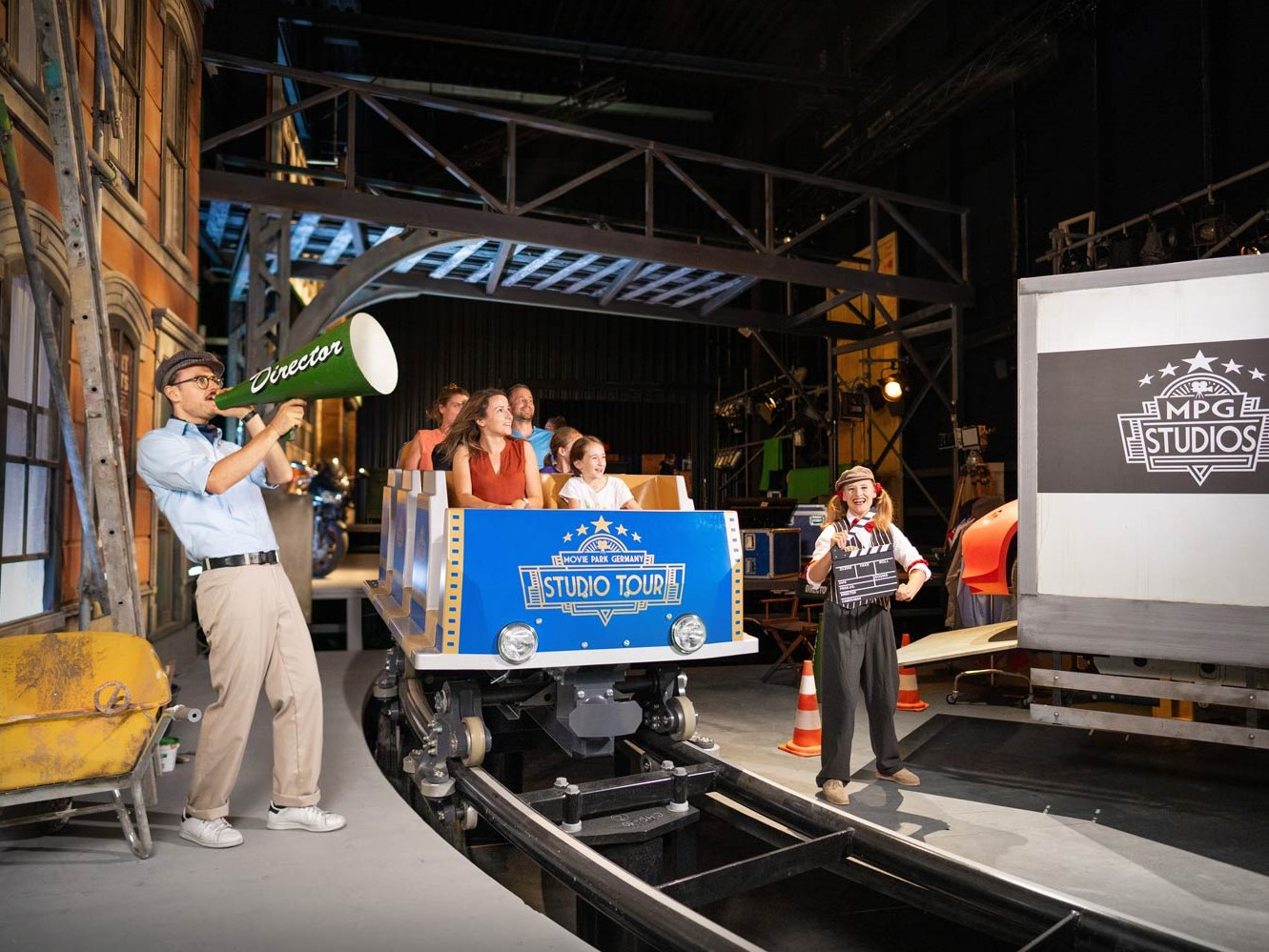
Achterbahn Movie Park Studio Tour

2021 eröffnete Movie Park Germany mit der Achterbahn Movie Park Studio Tour eine neue Attraktion. Die Achterbahn ist teils drinnen und teils draußen und hat eine Länge von 532 Metern. Die Höchstgeschwindigkeit, die die Achterbahn erreicht, beträgt 60 Kilometer pro Stunde.
2022 kündigte der Park an, das seit 1996 bestehende Stunt Show Set abzureißen und durch ein komplett neues Set im Hollywood Stil, sowie eine neue Storyline zu ersetzen. Die Show, die den Namen Operation Red Carpet tragen wird, soll im Sommer 2023 eröffnen, und löst die Crazy Cops: New York Stunt Show ab. Sie soll neben 25 kleinen und großen Spezialeffekten auch die bisher größte Quarter Pipe Deutschlands enthalten. 
2023 gab der Park bekannt, dass der MP-Express zu Iron Claw umbenannt wird und es eine kleine Umthematisierung geben wird. Die Umbenennung und Umthematisierung zu Lucky Luke ist mittlerweile vom Tisch.
2023 wurde der Park erstmals zu einer 24-tägigen Wintersaison geöffnet. Dazu wurde er im typisch amerikanischen Stil dekoriert und Zusatzangebote wie eine Eislauffläche, eine Drohnenshow und weitere Veranstaltungen angeboten. Dafür entfielen Wasserattraktionen und – je nach Witterungsverhältnissen – weitere Attraktionen und Achterbahnen. Der Park erhielt dafür den FKF-Award 2023 des Freundeskreises Kirmes und Freizeitparks.

### Chronik der Attraktionen
| Jahr | Aktion       | Attraktion |
| ---- | ------------ | --- |
| 1996 | Eröffnung    | Batman Abenteuer, Das Bermudadreieck, Coyote & Roadrunner’s Achterbahn, Film Studio Tour, Gremlins Invasion, Lethal Weapon Pursuit, Looney Tunes Adventure, Unendliche Geschichte, Marvin der Marsmensch in der dritten Dimension |
| 1999 | Eröffnung    | Blazing Saddles, Looney Tunes Tea Cup Ride, Riddlers Revenge, Wild Wild West |
| 2000 | Eröffnung    | Josie’s Bathhouse, Marienhof Karussell, Tom & Jerry’s Mouse in the House |
| 2001 | Eröffnung    | Eraser |
| 2002 | Eröffnung    | The Wild Bunch |
| 2003 | Eröffnung    | Go Kart Race |
| 2005 | Schließung   | Gremlins Invasion, Marvin der Marsmensch in der dritten Dimension |
| 2005 | Umgestaltung | Batman Abenteuer → Time Riders, Das Bermudadreieck → Bermuda Triangle – Alien Encounter, Blazing Saddles → Sidekick, Coyote & Roadrunner’s Achterbahn → Rocket Rider Rollercoaster, Eraser → FX, Lethal Weapon Pursuit → Cop Car Chase, Looney Tunes Adventure → Ice Age Adventure, Looney Tunes Tea Cup Ride → Dishwasher, Riddlers Revenge → N.Y.C. Transformer, The Wild Bunch → The High Fall, Tom & Jerry’s Mouse in the House → Mad Manor, Unendliche Geschichte → Mystery River, Wild Wild West → Bandit (Movie Park Germany) |
| 2005 | Eröffnung    | Spongebob Squarepants 4D |
| 2006 | Schließung   | Cop Car Chase |
| 2006 | Umgestaltung | FX → MP Xpress |
| 2007 | Schließung   | Film Studio Tour, Josie’s Bathhouse |
| 2007 | Umgestaltung | Dishwasher → Danny Phantom Ghost Zone, Marienhof Karussell → Pier Side Carousel, Go Kart Race → Nick Speed Racers |
| 2007 | Eröffnung    | Crazy Surfer, Jimmy Neutron’s Atomic Flyer, Pier Patrol – Jet Ski Ride, Rescue 112, Santa Monica Wheel, Spongebob’s Splash Bash, Stormy Cruise |
| 2008 | Schließung   | Nick Speed Racers |
| 2008 | Umgestaltung | Mad Manor → Ghost Chasers, Rocket Rider Rollercoaster → Backyardigans Mission to Mars, Spongebob Squarepants 4D → Shrek 4D |
| 2008 | Eröffnung    | Avatar Air Glider, Back at the Barnyard Bumpers, Dora’s Big River Adventure, Splat-O-Sphere |
| 2011 | Eröffnung    | Van Helsing’s Factory |
| 2012 | Umgestaltung | Shrek 4D → Ice Age 4D |
| 2013 | Schließung   | Filmmuseum, Adventure Express |
| 2013 | Umgestaltung | Teenage Robot Roundabout → Team Umizoomi Number Tumbler, Danny Phantom Ghost Zone → Fairy World Spin |
| 2013 | Eröffnung    | Teenage Mutant Ninja Turtles: Licence to Drive |
| 2014 | Eröffnung    | The Lost Temple |
| 2016 | Umgestaltung | Ice Age 4D → Ice Age: No Time for Nuts 4-D |
| 2016 | Eröffnung    | The Walking Dead: Breakout |
| 2017 | Schließung   | Ice Age Adventure |
| 2017 | Eröffnung    | Star Trek: Operation Enterprise |
| 2018 | Umgestaltung | Mystery River → Excalibur – Secrets of the Dark Forest |
| 2019 | Schließung   | Wonder Pets Flyboat, Blue's Skidoo, Diego's Rescue Rider |
| 2019 | Umgestaltung | Swiper's Sweeper → Zuma's Zoomer, Bermuda Triangle: Alien Encounter → Area 51 – Top Secret, Ice Age: No Time for Nuts 4-D → Looney Tunes 4-D |
| 2019 | Eröffnung    | PAW Patrol Adventure Tour |
| 2020 | Schließung   | The Walking Dead: Breakout |
| 2020 | Umgestaltung | Team Umizoomi – Number Tumbler → Skye’s High Flyer |
| 2020 | Eröffnung    | Secrets of St. Elmo |
| 2021 | Eröffnung    | Movie Park Studio Tour |
| 2022 | Eröffnung    | Spielplatz Santa Monica |

### Chronik der Shows
| Jahr | Aktion     | Show |
| ---- | ---------- | --- |
| 1996 | Eröffnung  | Police Academy Stunt Show, Face to Face with Batman, Bugs and Friends Music Party |
| 2001 | Eröffnung  | Silver Dollar Saloonshow – Country-Pop |
| 2002 | Eröffnung  | The Journey |
| 2005 | Schließung | Police Academy Stunt Show, Face to Face with Batman, The Wild West Screen Test Action Show, Bugs and Friends Music Party, The Silver Dollar Saloon |
| 2005 | Eröffnung  | Crazy Action Stunt Show, Aaron Magie Der große Mumpitz, Meet the Moviecals Show |
| 2007 | Schließung | New York Broadway Show |
| 2007 | Eröffnung  | New York Broadway Show Clap |
| 2010 | Eröffnung  | Movie Switch, Wild West Showdown, X-Men Revenge |
| 2011 | Schließung | Movie Magic – Voyagers to Mars |
| 2012 | Schließung | Movie Switch, Wild West Showdown, X-Men Revenge |
| 2012 | Eröffnung  | Back to the Movies, Shadows of Darkness – The Van Helsing Show, Western Lightning |
| 2013 | Schließung | Crazy Action Stunt Show |
| 2013 | Eröffnung  | Crazy Cops – The Action Stunt Show |
| 2014 | Eröffnung  | And the winner is… |
| 2015 | Schließung | Shadows of Darkness – The Van Helsing Show, Western Lightning, Back to the Movies |
| 2015 | Eröffnung  | Break the Rules, Western Show, Die Queen B Streetshow |
| 2016 | Schließung | Break the Rules, Crazy Cops – The Action Stunt Show |
| 2016 | Eröffnung  | Crazy Cops New York – The Action Stunt Show, We Can’t Stop The Beat! |
| 2017 | Schließung | We Can’t Stop The Beat! |
| 2017 | Eröffnung  | Highschool Superstar, Farewell, Western Lightning |
| 2018 | Schließung | Highschool Superstar, Western Lightning |
| 2018 | Eröffnung  | Die fantastische Show der Marilyn Monroe, Jet-Ski-Stunt-Show |
| 2019 | Schließung | Die fantastische Show der Marilyn Monroe, jegliche Acts der „Walk Act Company“ |
| 2019 | Eröffnung  | Neues Entertainment-Team unter der Leitung von Nadine Ciechocinski und Lukas Fischer: The Show Must Go On, Tägliche Eröffnung des Red Carpet Stores, Marilyn Monroe-Diamonds Tanzshow, Phil Collins Show, Frank Sinatra Show, Marilyn Monroe Show, Audrey Hepburn Show, Sing Sing Sing, Dick&Doof Show, Charlie Chaplin Show, Marlene Dietrich Show, Dirty Dancing, La-La-Land, Singing In The Sun, ABBA, Streetentertainment und Streetshows, Folco Team: Crazy Cops New York – Das Chamäleon |
| 2022 | Eröffnung  | Hooray for Hollywood, Sherlock Holmes – A Game Of Mystery |
| 2022 | Schließung | Sherlock Holmes – A Game Of Mystery (28.08), Crazy Cops New York – Das Chamäleon (31.10) |
| 2023 | Eröffnung  | Operation Red Carpet - The Stunt Show, Sherlock Holmes - A Game of Mystery Chapter Two (22.06) |
| 2023 | Schließung | Sherlock Holmes - A Game of Mystery Chapter Two (20.08) |

## Themenbereiche
In Klammern sind jeweils die Namen der Attraktionen während der Zeit als Warner Bros. Movie World genannt. Teilweise ging mit der Umbenennung auch eine mehr oder weniger vollständige Umthematisierung einher.

### Hollywood Street Set

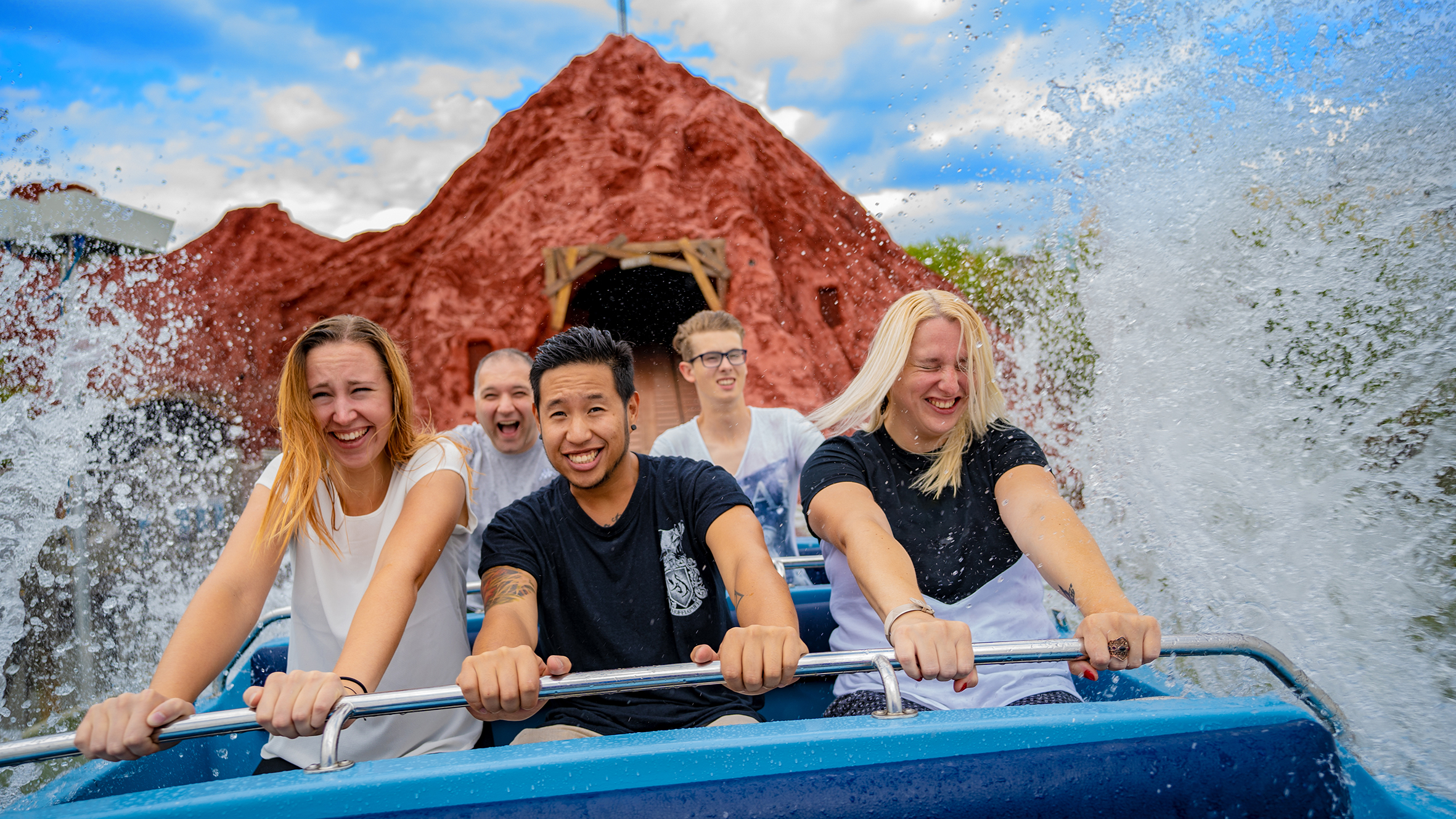
Area 51 – Top Secret

- Area 51 – Top Secret – Wildwasserbahn – ähnliche Themenfahrt mit animatronischen Figuren und Spezialeffekten, in einer Science-Fiction-Kulisse, die an B-Movies der 1960er Jahre angelehnt ist. (bis 2004: Das Bermuda Dreieck und von 2004 bis 2018: Bermuda Triangle – Alien Encounter)
- Roxy 4D-Kino: seit 2024 Tom & Jerry (bis 2004: Roxy 3D-Kino: Marvin der Marsmensch in der dritten Dimension; bis 2007: SpongeBob Schwammkopf 4D; von 2008 bis 2011 Shrek 4-D; von 2012 bis 2015 Ice Age 4D; von 2016 bis 2018 Ice Age: No Time for Nuts; von 2019 bis 2023 Looney Tunes 4D mit Wile E. Coyote und Road Runner)
- Operation Red Carpet: The Stunt Show (ehemals Crazy Cops New York – Das Chamäleon, Crazy Cops New York – The Action Stunt Show, Crazy Cops – The Action Stunt Show, Police Academy Stunt Show, Operation X Stunt Show, Real Hollywood Stunt Show, Crazy Action Stunt Show – A Criminal Affair)
- The Lost Temple – 4D-Simulator vom Typ Immersive Tunnel von Simworx; Simulationsfahrt mit 360-Grad-Projektionen durch einen unterirdischen Tempel, der von Dinosauriern bevölkert wird

### Streets of New York
bis 2004: Gotham City
- Time Riders – Reise durch die Zeit im Simulator mit John Cleese (bis 2004: Batman Abenteuer)
- NYC Transformer – Top Spin (Überkopf Fahrgeschäft) (bis 2004: Riddler’s Revenge)
- New York Plaza Show – Tanz- und Gesangsshow mit dem Thema Film (ehemals Break The Rules, Batman Stunt Spectacular, Clap, Movie Switch, We Can’t Stop The Beat!, Highschool Superstar, Hooray for Hollywood)
- Van Helsing’s Factory – Rasante Vampirjagd durch die Dunkelheit (Indoor-Achterbahn) (ehemalige Halle von Gremlins Invasion)

Ehemalige Attraktionen:
- Gremlins Invasion (Dark Ride; bis 2004 im Saisonbetrieb und bis 2010 nur zu Halloween als Terror Train)

### The Old West

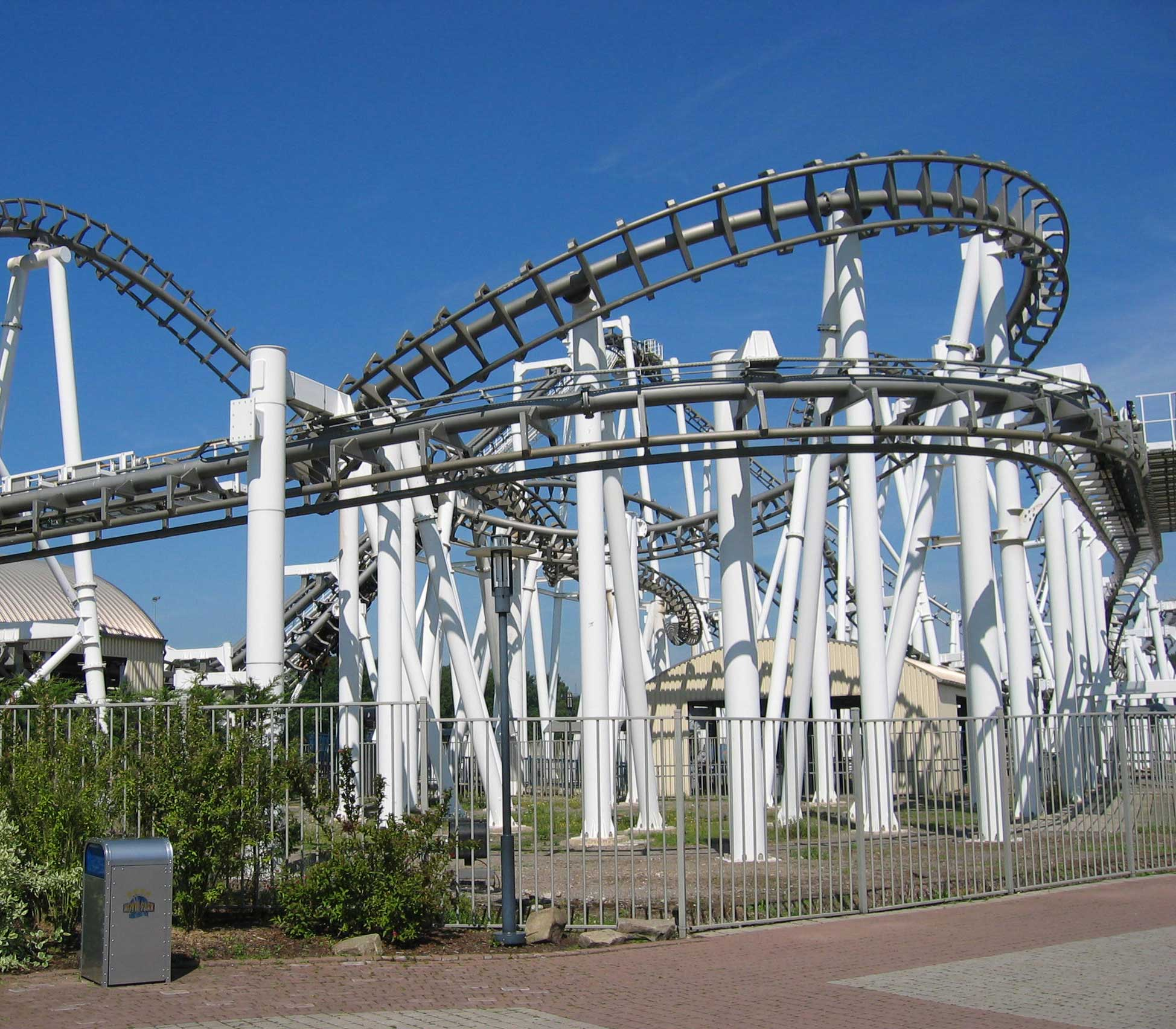
Achterbahn Iron Claw

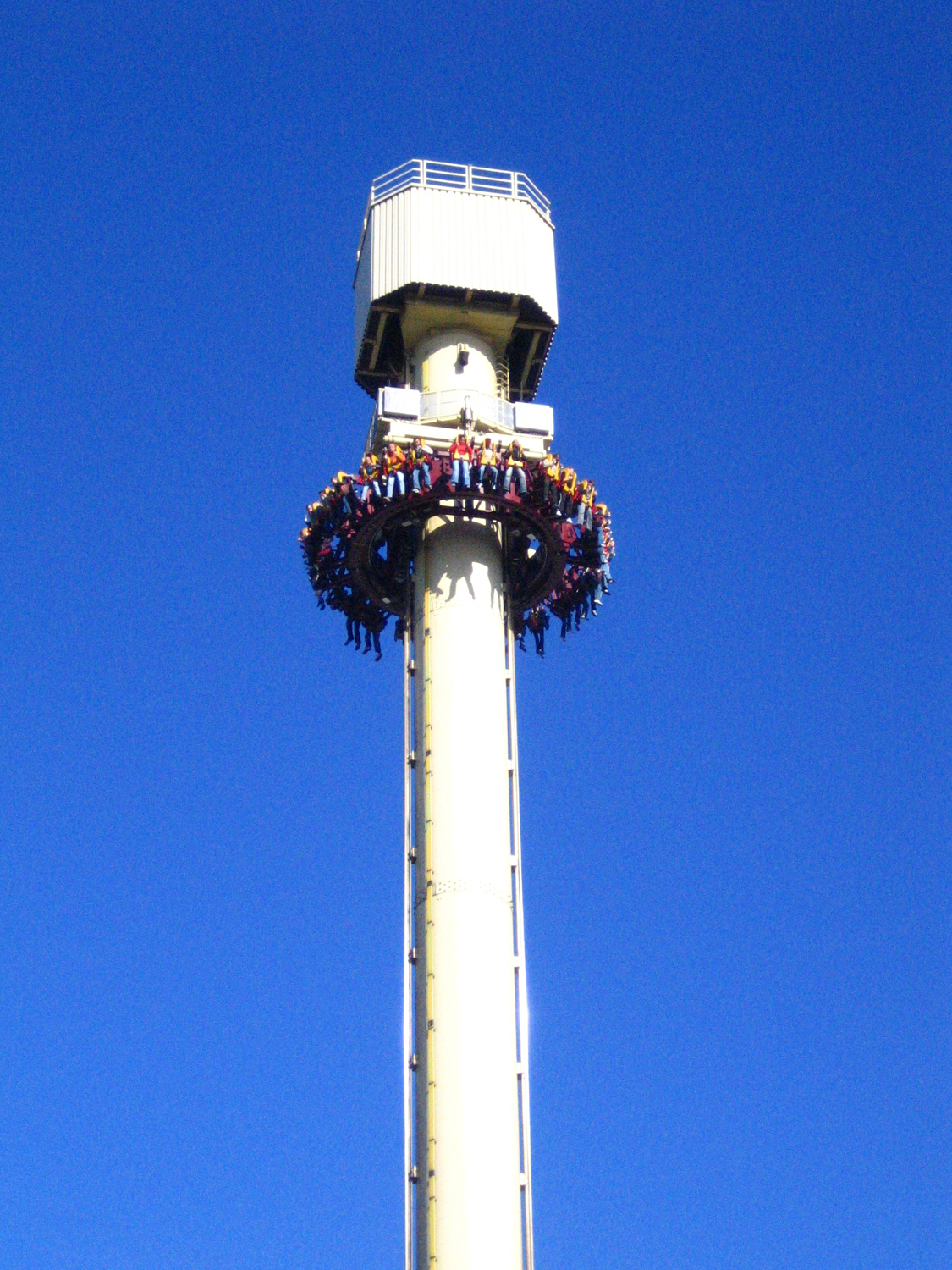
The High Fall

- Bandit – Deutschlands erste Holzachterbahn (bis 2004: Wild Wild West)
- Iron Claw – Suspended Looping Coaster von Vekoma. (bis 2004: Eraser, 2005: FX, 2006–2022: MP-Xpress, die ursprünglichen Planungen zur Umbenennung in Lucky Luke – The Ride: Die Daltons brechen aus wurden wieder verworfen[42], stattdessen heißt die Achterbahn seit 2023 Iron Claw, In der Halloweensaison: Baboo Twister Express) Im Jahr 2011 diente die Achterbahn im Fernsehkrimi Marie Brand und die letzte Fahrt als Kulisse für die fiktive Achterbahn Sky Pilot.[43]
- Side Kick – Frisbee von Huss. (bis 2004: Blazing Saddles)
- The High Fall – Freifallturm von Intamin. Rund 60 Meter hoher Freifallturm, dessen Gondel während des Aufsteigens rotiert und deren Sitze vor dem Fall nach vorne kippen. Die Kippfunktion ist manuell deaktiviert. (bis 2004: The Wild Bunch, In der Halloweensaison: Terror Tower)

Ehemalige Attraktionen:
- Western Lightning – Sandy ist auf der Suche nach ihrem Westernhelden Mailo. Ausflug in eine traumhafte Wild-West-Welt mit live gesungenen Pop-Country-Songs und Showeinlagen (bis 2014). Aaron Hypnose + Aaron Magie (bis 2009), Wild West Showdown (bis 2011)
- Josie’s Bathhouse – Breakdance bis 2007
- Shadows of Darkness – The Van Helsing Show – An der Seite des größten Vampirjägers aller Zeiten, begleitet man ihn bei seinem actiongeladenen Kampf gegen Vampire und Werwölfe. (bis 2005) Wild West Screen Test Show, (2010/2011) X-Men Revenge – The Ultimate Action Show

### Nickland
- SpongeBob Splash Bash – Fahrgeschäft vom Typ Splash Battle, bei dem die Besucher in Booten durch die Welt von Spongebob Schwammkopf fahren und sich gegenseitig mit Wasserkanonen bespritzen können und auch Ziele mit ihren Wasserkanonen treffen müssen, um andere Wassereffekte zu deaktivieren.
- Jimmy Neutron’s Atomic Flyer – Familienversion von Iron Claw ohne Überschläge und Loopings, dafür mit Wagen, die in Kurven seitlich ausschwingen können (erste Auslieferung des Suspended Family Coasters von Vekoma in der 294-Meter-Version).
- Fairy World Spin – Rundfahrgeschäft (bis 2004: Looney Tunes Tea Party 2005–2006: Dishwasher 2007–2012 Danny Phantom Ghost Zone)
- Skye’s High Flyer – Fahrgeschäft vom Typ: Crazy Bus (zuvor war der Standort zwischen Mad Manor u. Rocket Rider Rollercoaster. Namen: 2005–2006: Flying Cloud; bis 2004: The Daffy Duck Thundercloud; bis 2012 Teenage Robot Roundabout; bis 2018: Team Umizoomi – Number Tumbler)
- Sea Swing
- Teenage Mutant Ninja Turtles: Licence to Drive – Mini-Kart Strecke für Kinder (Kinderfahrschule)

Ehemalige Attraktionen:
- Adventure Express – Kindereisenbahn (2007: Doras Adventure Express; zuvor neben Flying Cloud Namen: 2005–2006 Wonderland Studio Tour; bis 2004: Yosemite Sam Rail Road)

Dieser Bereich war bis 2004 das Looney Tunes Land und lief von 2005 bis 2007 unter dem Namen Wonderland Studios, bevor es für die Saison 2008 komplett renoviert und dem Nickland angegliedert wurde.
- Ghost Chasers: Wilde Maus (bis 2004: Tom and Jerry’s Mouse in the House, 2005–2007: Mad Manor, hätte ursprünglich 2008 Ghost Bombers heißen sollen)
- The Backyardigans – Mission to Mars: Familienachterbahn (bis 2004: Coyote’s und Roadrunner’s Achterbahn, 2005–2007: Rocket Rider Rollercoaster)
- Kleiner Spielplatz mit Klettergerüsten (bis 2004: Looney Tunes Park 2005–2007: Wonderland Park)

Seit Mai 2008:
- Avatar Air Glider, Karussell (Weltpremiere des Typs Giant Sky Chaser von Zamperla)

Seit Juni 2008:
- Dora’s Big River Adventure – Wildwasserbahn
- Splat-O-Sphere (Europapremiere des 28 Meter hohen Großkarussells vom Typ Aviator)

Seit 2019
- Zoomas Zoomer (bis 2018 „Swiper’s Sweeper“)
- Adventure Tour

Ehemalige Attraktionen:
- Meet the Moviecrew – Show für Kinder
- Beetle Dance (bis 2004: Porky Pig Parade)
- Brandy Bird’s Hat Dance (bis 2004: Tweety und Sylvester jr. Chase)
- Ram Jam – Autoscooter für Kinder, mit entsprechend kleinen Wagen
- Robert’s Rat Race (bis 2004: Elmer Fudd’s Tractor Race)
- Movie Crew Carousel (bis 2004: Looney Tunes Carousel)
- NICK Speed Racers – Kartbahn (2005–2006 Mister Valentinos Go Kart Race, zuvor Speedy Gonzalez Taxi/GoKarts)
- Blue’s Skidoo, Karussell
- Diego’s Rescue Rider
- Wonder Pets Flyboat – Mini-Vertikalfahrt
- Back at the Barnyard Bumpers, Autoscooter

### Santa Monica Pier
Offiziell eröffnet am 12. Mai 2007.
- Crazy Surfer – Fahrgeschäft vom Typ Disk’O Coaster, bei dem eine große Scheibe auf einer wellenförmigen Schiene rotiert
- Santa Monica Wheel – Riesenrad
- Stormy Cruise – Fahrgeschäft vom Typ Rockin Tug
- Rescue 112 – Interaktives Fahrgeschäft vom Typ Fire Brigade
- Bungee-Trampolin
- Pier Side Carousel – Wellenflug (bis 2007: Marienhof Karussell)
- Spielplatz Santa Monica (seit 2022)

Ehemalige Attraktionen:
- Pier Patrol – Jet Ski – Wasserskirondell

### The Hollywood Studio Set (ehemals Adventure Lagoon)
- Excalibur – Secret of the Dark Forest – Rapid River[44]
- Movie Park Studio Tour

Ehemalige Attraktionen:
- Ice Age Adventure – Themenfahrt (bis 2004: Looney Tunes Adventures) (an Halloween Horrormaze „Wrong Turn“)

### Federation Plaza
- Star Trek: Operation Enterprise – Launch Coaster der Firma Mack Rides. Erste Achterbahn der Welt mit Star-Trek-Thematisierung. Erste Achterbahn Europas mit dem Fahrelement: Twisted Halfpipe[45]

Ehemalige Attraktionen:
- Hollywood Filmmuseum in Zusammenarbeit mit Metro-Goldwyn-Mayer (MGM) – Requisiten aus bekannten Produktionen, historische Ausstellungsstücke, interaktive Foley- und Synchronanlage, Filmvorführungen im Kino (seit Saisonbeginn 2017 als Warteschlange für Star Trek: Operation Enterprise genutzt). Zu Warner-Bros.-Zeiten hieß der Bereich Marienhof sowie von 2005 bis 2006 Downtown.
- Cop Car Chase – Duelling Coaster (bis 2004: Lethal Weapon Pursuit)

### Achterbahnen
| Name                            | Ehemaliger Name                                                                       | Hersteller                                      | Typ                           | Themenbereich            | Ehemaliger Themenbereich                   | Geschwindigkeit | Bemerkung                                                                                 | Eröffnung | Geschlossen |
| ------------------------------- | ------------------------------------------------------------------------------------- | ----------------------------------------------- | ----------------------------- | ------------------------ | ------------------------------------------ | --------------- | ----------------------------------------------------------------------------------------- | --------- | ----------- |
| Bandit                          | 1999–2004: Wild Wild West                                                             | Intamin & RCCA & Holzbau Schäfer (jetzt Cordes) | Holzachterbahn                | The Old West             |                                            | 80 km/h         | erste Holzachterbahn in Deutschland                                                       | 1999      |             |
| Backyardigans: Mission to Mars  | 1996–2004: Coyote's und Roadrunner's Achterbahn 2005–2007: Rocket Rider Rollercoaster | Vekoma                                          | Junior Coaster 207 m          | Nickland                 | Wonderland Studios → Looney Tunes Land     | 35 km/h         |                                                                                           | 1996      |             |
| Cop Car Chase                   | 1996–2004: Lethal Weapon Pursuit                                                      | Intamin                                         | Custom Looping Racing Coaster |                          | Marienhof → Downtown jetzt SantaMonicaPier | 50 km/h         | einziger Duelling-Coaster in Deutschland                                                  | 1996      | 2006        |
| Ghost Chasers                   | 2000–2005: Tom and Jerry's Mouse in the House 2005–2007: Mad Manor                    | Mack Rides                                      | Wilde Maus                    | Nickland                 | Wonderland Studios → Looney Tunes Land     | 45 km/h         |                                                                                           | 2000      |             |
| Jimmy Neutron’s Atomic Flyer    |                                                                                       | Vekoma                                          | Suspended Family Coaster      | Nickland                 |                                            | 47 km/h         |                                                                                           | 2007      |             |
| Iron Claw                       | Zu Halloween: Baboo Twister Express 2006–2022: MP-Xpress                              | Vekoma                                          | Suspended Looping Coaster     | The Old West             |                                            | 80 km/h         |                                                                                           | 2001      |             |
| Star Trek: Operation Enterprise |                                                                                       | Mack Rides                                      | Launch Coaster                | Federation Plaza         | Marienhof → Downtown                       | 90 km/h         | europaweit einzigartiges Achterbahnelement: „Twisted Halfpipe“                            | 2017      |             |
| Van Helsing’s Factory           |                                                                                       | Gerstlauer                                      | Dark Bobsled Coaster          | Streets of New York      |                                            | 36 km/h         |                                                                                           | 2011      |             |
| Movie Park Studio Tour          |                                                                                       | Intamin                                         | Multi-Dimension-Coaster       | The Hollywood Studio Set |                                            | 60 km/h         | Enthält multimediale 360-Grad-Drehplattform Reibrad-Abschuss nach vorne sowie nach hinten | 2021      |             |

### Wasserbahnen
| Name                                   | Ehemaliger Name                                        | Hersteller         | Typ             | Themenbereich            | Ehemaliger Themenbereich               | Eröffnung | Geschlossen |
| -------------------------------------- | ------------------------------------------------------ | ------------------ | --------------- | ------------------------ | -------------------------------------- | --------- | ----------- |
| Excalibur – Secrets of the Dark Forest | Die Unendliche Geschichte; Mystery River               | Intamin            | Rapid River     | The Hollywood Studio Set | Wonderland Studios → Looney Tunes Land | 1996      |             |
| Ice Age Adventure                      | Looney Tunes Adventure                                 | Intamin            | Water Dark Ride | Adventure Lagoon         | Wonderland Studios → Looney Tunes Land | 1996      | 2016        |
| Dora’s Big River Adventure             |                                                        | Preston & Barbieri | Flume Ride      | Nickland                 |                                        | 2008      |             |
| Spongebob’s Splash Bash                |                                                        | Preston & Barbieri | Splash Battle   | Nickland                 |                                        | 2007      |             |
| Area 51 – Top Secret                   | Das Bermudadreieck; Bermuda Triangle – Alien Encounter | Intamin            | Spill Water     | Hollywood Street Set     |                                        | 1996      |             |

## Shows

### Aktuelle Shows
- Hooray For Hollywood - Tanz- und Gesangsshow mit dem Thema Film (New York Plaza by Nadine Ciechocinski)
- Streetenertainment - by Nadine Ciechocinski: Eröffnung des Red Carpet Stores, Marilyn Monroe Diamond Dance, Marilyn Monroe Show, Charlie Chaplin Show, Frank Sinatra Show, Marlene Dietrich Show, Audrey Hepburn Show, Dick & Doof Show, Phil Collins Show, Gangsteract, La-La-Land, Dirty Dancing, ABBA, Pretty Woman, Sing Sing Sing, Singing In The Sun
- Movie Park Studios on Parade – große Parade über den Hollywood-Boulevard
- Operation Red Carpet: The Stunt Show - Stuntshow im Studio 6 (Hollywood Street Set)
- Character Show Meet the Nicktoons – Tanzshow mit den NICK-Toons (Nickland)
- Sherlock Holmes – A Game Of Mystery, Chapter 3 - Zaubershow mit Illusionist Christian Farla (The Old West/Studio 7)

### Ehemalige Shows
- Ärger in Cactus Creek – kleine actiongeladene Westernshow (vor dem Warsteiner Saloon)
- Aaron Hypnose (The Old West)
- Aaron Magie (ehem. Der große Mumpitz) (The Old West)
- Blues Brothers Show (Hollywood Street Set)
- Bonny & Clyde Show (Hollywood Street Set)
- Crazy Cops – The Action Stunt Show (Hollywood Street Set)
- Movie Express – Tanz und Gesangsshow (Hollywood Street Set)
- Movie Magic – Voyagers to Mars (Hollywood Street Set)
- Hollywood On Parade – Tägliche Parade über den Hollywood-Boulevard
- Goodbye Movie Park – Tanz und Gesangsshow (Eingang)
- Kid’s Stuntschule – Kleine Stuntshow für Kinder (New York Street Set neben dem Studio 6)
- New York Broadway Show Clap (Streets of New York) (NYC-Plaza)
- New York Broadway Show (2005–2006) (Streets of New York) (NYC-Plaza)
- Pink Panther Show (Hollywood Street Set)
- Sound of the 50’s
- Character’s On Parade – Kurze Mittagsparade über den Hollywood Boulevard
- Hollywood On Parade – Große Parade über den Hollywood Boulevard
- Men In Black (Hollywood Street Set)
- Crazy Action Stunt Show – A Criminal Affair
- (bis 2005) Wild West Screen Test Show (The Old West/Studio 7)
- Witchboard – Halloween Musical Show (nur zu Halloween)
- „Maverick“ Illusionsshow mit Jan Rouven
- Silver Dollar Saloonshow – Country-Pop Gesangsshow im Silver Dollar Saloon (2001)
- The Journey – Gesangsshow mit den Hits der 1960er, 1970er und 1980er Jahre 2002 im Silver Dollar Saloon (2002)
- Battle of the lost souls – Halloween-Tanzshow bis 2006
- X-Men Revenge: The Ultimate Action Show (The Old West/Studio 7)
- Western Lightning – Western-Show mit Pop-Country-Songs und Showeinlagen (Warsteiner Saloon)
- Shadows of Darkness: The Van Helsing Show – Live-Show mit Spezialeffekten und Stunt-Einlagen (The Old West/Studio 7)
- Break the Rules – Gesangsshow mit Pop-Songs und Showeinlagen (NYC-Plaza)
- Scary Tale Terror (Halloweenshow) – Tanzshow (NYC-Plaza)
- Marilyn Monroe Movie Tour – Walk-Act-Street-Show Start am Roxy über Backery, Red Carpet Store und Van Helsing Factory
- Hai-Dent – Walk-Act am Santa Monica Pier
- Movie Park Street Dance Parade
- We Can’t Stop The Beat! – Tanz- und Gesangsshow (NYC-Plaza)
- Highschool Superstar – Tanz- und Gesangsshow (NYC-Plaza)
- Hooray for Hollywood – Tanz- und Gesangsshow (NYC-Plaza)
- Sherlock Holmes – A Game Of Mystery - Zaubershow mit Illusionist Christian Farla (The Old West/Studio 7)
- Crazy Cops New York – The Action Stunt Show (Hollywood Street Set)
- Crazy Cops New York – Das Chamäleon (Hollywood Street Set)

## Besondere Aktionen
- Das Halloween Horror Festival findet jährlich an allen Oktoberwochenenden (Donnerstag, Freitag, Samstag, Sonntag) von 18 bis 22 Uhr statt (Parköffnung normal ab 10 Uhr). Während des Halloween Horror Festivals laufen ab 18:00 Uhr in Teilen des Parks etwa 250 als Monster verkleidete Personen herum, die die Besucher erschrecken. Es gibt außerdem einige spezielle Halloweenattraktionen – Laufgeschäfte 2022: (The Slaughterhouse, Project Ningyo, Circus of Freaks, The Curse of Chupacabra, Fear Forest, Secrets of St. Elmo, Hostel, Hell House). Ebenso gibt es zum Halloween Horror Festival 2022 in Studio 7 die neue Show Madhouse – Insanity Lives Here, die ab 16 Jahren freigegeben ist. Im Roxy 4D Kino lief 2022 zu Halloween ab 18 Uhr die auf ca. 20-minütige geschnittene Version der 2017er-Verfilmung von Es, 2023 Conjuring - Die Heimsuchung, beides freigegeben ab 16 Jahren. Die Horrorlabyrinthe (Maze) Hostel, The Slaughterhouse, Project Ningyo, The Curse of Chupacabra, Secrets of St. Elmo, Hell House und Circus of Freaks sind ab 16 Jahren, Fear Forest ist ab 12 Jahren. Die restlichen Shows wie z. B. die Mapping Show Horrorwood Rises und die Straßen, wo die Monster herumlaufen, haben keine Altersbeschränkung. Zum Halloween Horror Fest 2010 wurde im ehemaligen Noxam Nocere eine Partnerschaft mit „Paramount“ eingegangen und das Horrorlabyrinth unter dem Thema des Filmes Paranormal Activity (2010) eröffnet, im Jahr 2011 wurde es dann umthematisiert und trug den Namen The Forgotten. 2015 wurde das Maze erneut umthematisiert und trägt nun den Namen The Slaughterhouse. Panic Zone (2010) ist 2011 auch umthematisiert worden und heißt jetzt Circus of Freaks. 2013 gab es außerdem The Walking Dead präsentiert von FOX dem Seriensender, welches bereits 2014 in Infected umbenannt wurde, 2016 wurde an selber Stelle das neue Horrorlabyrinth Insidious präsentiert. Bis 2009 gab es in der Halle, welche früher die Attraktion Gremlins Invasion beherbergte zusätzlich die Fahrattraktion The Dark Gold Mine, die 2010 allerdings nicht öffnete, da der Park die Halle bereits für eine neue Achterbahn für die Saison 2011 räumte. Ebenso eröffnete 2016 das Horrorlabyrinth Baboo Twister Club aufgrund von Bauarbeiten für die neue Attraktion Star Trek: Operation Enterprise nicht wieder. 2017 eröffnete das Horrorlabyrinth Hostel, lizenziert zur gleichnamigen Filmreihe[54]. Im Jahr 2008 hatte das Event sein zehnjähriges Bestehen. Dazu wurde das Konzept überarbeitet und zwei neue Laufgeschäfte gebaut. Das Halloween Thema heißt Horrorwood Studios und soll an Horrorfilmproduktionen anlehnen.
- In der Saison 2007 fanden erstmals in den Sommermonaten die Hollywood Summer Nights mit verlängerten Öffnungszeiten statt, bei denen jedes Wochenende live Musiker auftraten. Inzwischen findet diese Veranstaltung nicht mehr statt.
- Von 2012 bis 2016 wurde im Movie Park Germany die Handtaschen-Weitwurf-Weltmeisterschaft ausgetragen.[55]
- Strebertage: Schüler mit mindestens vier Einsen in ihren aktuellen Abschlusszeugnissen bekommen in der ersten Woche der Sommerferien in NRW Freikarten als Belohnung für ihre besonders guten Noten. Im Jahr 2018 verzeichnete der Movie Park einen neuen Besucherrekord für das Halloween Horror Fest.[56]

## Besonderheiten
- In den Folgen 681 und 682 (Erstausstrahlung: November 1997) der ARD-Seifenoper Verbotene Liebe spielen einige Szenen im als „Movie World“ bezeichneten Movie Park Germany.
- Der Park bekam 2006 das TÜV-Siegel OK für Kids für den Themenbereich Wonderland Studios verliehen.[57] 2008 wurde es auf den ganzen Park ausgeweitet.
- Im Themenbereich Hollywood Street Set befindet sich ein Subway-Restaurant, welches das einzige in einem Freizeitpark in Deutschland ist.
- 2008 konnte man den Nissan Note Edition Movie Park in NRW kaufen.
- Seit 2010 ist ein Gebetsraum für Muslime in einem ehemaligen Café untergebracht.[58]
- Seit Juli 2011 übernimmt der Park auch Reiseveranstalter-Aktivitäten und bietet neben dem Parkbesuch auch Pakete mit Übernachtungen in umliegenden Hotels sowie All-Inclusive-Pakete inklusive Hotel und Verpflegung an.
- 2011 wurden einige Szenen aus der Filmkomödie Agent Ranjid rettet die Welt im Movie Park gedreht. Dafür wurden vor allem der Haupteingang, das Studio 7 und die Holzachterbahn Bandit als Schauplätze genutzt.
- 2017 öffnete der Park für eine Kandidatin der WDR-Sendung Der geschenkte Tag. Zusammen mit Moderator Sven Kroll durfte sie den Movie Park ganz alleine nutzen.
- 2017 entstanden der erste Themenbereich und die erste Achterbahn in einem Freizeitpark mit der Lizenz von Star Trek.

## Anbindung
Der Bahnhof Feldhausen befindet sich etwa einen Kilometer südlich vom Haupteingang des Movie Parks. Von hier bestehen direkte Verbindungen mit den Linien RE 14 Essen-Dorsten-Borken/Coesfeld und RB 43 Dorsten-Herne-Dortmund. Zudem halten die Buslinien X42 nach Oberhausen und 267 nach Bottrop unmittelbar am Parkeingang.
| Linie | Verlauf | Takt (Mo–Fr)                           |
| ----- | --- | -------------------------------------- |
| RE 14 | Emscher-Münsterland-Express: Zugteil 1: Borken (Westf) – Marbeck-Heiden – Rhade – Deuten – Hervest-Dorsten – Dorsten Zugteil 2: Coesfeld (Westf) – Reken-Maria Veen – Reken – Reken-Klein Reken – Lembeck – Wulfen (Westf) – Hervest-Dorsten – Dorsten Flügelung bzw. Wiedervereinigung: Dorsten – Feldhausen – Gladbeck-Zweckel – Gladbeck West – Bottrop Hbf – Essen-Borbeck – Essen West (nur Züge bis/ab Dorsten) – Essen Hbf Stand: Fahrplanwechsel Dezember 2023 | 60 min 30 min (Dorsten–Essen werktags) |
| RB 43 | Emschertal-Bahn: Dorsten – Feldhausen – Gladbeck-Zweckel – Gladbeck Ost – Gelsenkirchen-Buer Süd – Gelsenkirchen Zoo – Wanne-Eickel Hbf – Herne – Herne-Börnig – Castrop-Rauxel Süd – Castrop-Rauxel-Merklinde – Dortmund-Bövinghausen – Dortmund-Lütgendortmund Nord – Dortmund-Marten – Dortmund-Rahm – Dortmund-Huckarde Nord – Dortmund Hbf Stand: Fahrplanwechsel Dezember 2021                                                                                   | 60 min                                 |
| X42   | Oberhausen Hbf – Neue Mitte Oberhausen – OB-Sterkrade Bf – OB-Elpenbachstraße – Bottrop-Fuhlenbrock – Bottrop-Grafenwald Schneiderstraße – Kirchhellen Schulze-Delitzsch-Straße – Feldhausen Bf – Movie Park Linie verkehrt zwischen Sterkrade Bf und Oberhausen Hbf über die ÖPNV-Trasse Oberhausen | 60 min                                 |
| 267   | Bottrop ZOB Berliner Platz – Stadtwald Herzogstr. – Bottrop-Grafenwald – Kirchhellen Schulze-Delitzsch-Str. – St.-Antonius-Hospital – Feldhausen – Feldhausen Bf – Movie Park | 30 min                                 |

Mit dem Auto erreicht man den Movie Park Germany über die BAB 31 Ausfahrt (39) Kirchhellen-Nord und dann über die Kreisstraße 8. Oftmals ist die K 8 überlastet, da diese zweispurig geführt wird. In den nächsten Jahren soll zwischen der Ausfahrt Kirchhellen-Nord und den Besucherparkplätzen eine neue Verbindungsstraße, die K8n, gebaut werden, die den Verkehrsfluss verbessern soll. Die erforderlichen Mittel dafür werden im Rahmen des Programms Verbesserung der Verkehrsverhältnisse der Gemeinden in Nordrhein-Westfalen von der Bezirksregierung Münster bereitgestellt.